# Strömsund (gemeente)
Strömsund (Samisch: Straejmie)  is een Zweedse gemeente in Jämtland en Ångermanland. De gemeente behoort tot de provincie Jämtlands län. Ze heeft een totale oppervlakte van 11.857,4 km² en telde 13.112 inwoners in 2004.

## Plaatsen
- Strömsund (plaats)
- Hammerdal
- Hoting
- Backe
- Gäddede
- Rossön
- Näsviken (Strömsund)
- Ulriksfors
- Sikås
- Strand (Strömsund)
- Tullingsås
- Norråker
- Kyrktåsjö
- Hallviken
- Fyrås
- Lövberga
- Jormvattnet
- Väster-Hoting
- Yxskaftkälen

Åre · Berg · Bräcke · Härjedalen · Krokum · Östersund · Ragunda · Strömsund